# Jardinea
Jardinea is een geslacht uit de grassenfamilie (Poaceae). De soorten van dit geslacht komen voor in tropisch Afrika.

## Soorten
Van het geslacht zijn de volgende soorten bekend: 
- Jardinea abyssinica
- Jardinea angolensis
- Jardinea congoensis
- Jardinea gabonensis
- Jardinea kibambeleensis